# Bailly-en-Rivière
Bailly-en-Rivière là một xã thuộc tỉnh Seine-Maritime trong vùng Normandie miền bắc nước Pháp.

## Huy hiệu
| Arms of Bailly-en-Rivière | The arms of Bailly-en-Rivière are blazoned: Or, a lion crowned, and on a chief gules 3 saltires couped Or. |

## Dân số
| Năm | 1962 | 1968 | 1975 | 1982 | 1990 | 1999 | 2006 |
| --- | ---- | ---- | ---- | ---- | ---- | ---- | ---- |
| Dân số | 524  | 534  | 521  | 524  | 505  | 498  | 555  |
| From the year 1962 on: No double counting—residents of multiple communes (e.g. students and military personnel) are counted only once. |      |      |      |      |      |      |      |

## Thị trấn kết nghĩa
- Herstal (Milmort village), in Bỉ từ năm 1973.